# Giuseppe Balducci
Giuseppe Balducci, nome alla nascita Giuseppe Antonio Luigi Angelo Balducci, (Jesi, 2 maggio 1796 – Malaga, 1845), è stato un compositore italiano, principalmente di opere. Nato a Jesi, trascorse la maggior parte della sua carriera a Napoli e fu uno degli ideatori del genere "lirica da salotto", precursore dell'opera da camera.

## Biografia
Balducci nacque a Jesi da una famiglia un tempo prospera in città. Era un lontano cugino del compositore Giovanni Battista Pergolesi (i loro nonni erano fratelli). Il padre di Balducci, un uomo d'affari di successo, fu rapito e ucciso durante uno dei suoi viaggi poco prima della nascita di Balducci. Un socio in affari prese possesso fraudolentemente della maggior parte delle ricchezze di suo padre, lasciando la madre ed i figli di Balducci in circostanze molto disagiate. Balducci studiò musica sotto la guida del cantante castrato Giovanni Ripa a Jesi e del compositore Pietro Morandi nella vicina Senigallia.

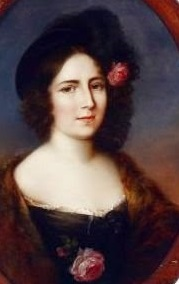
Matilde Capece Minutolo, moglie di Raimondo e madre di Paolina, Adelaide e Clotilde per la quale Balducci scrisse le sue opere da camera

All'età di 17 anni Balducci aveva formato la sua compagnia d'opera in cui cantava anche come tenore principale. Tuttavia un anno dopo fu costretto a fuggire dalla sua città natale dopo aver ucciso in duello il nipote del governatore pontificio. Al suo arrivo a Napoli trovò impiego come maestro di musica presso le tre giovani figlie di Raimondo Capece Minutolo (1769–1827), feldmaresciallo in pensione e membro di un'antica famiglia nobile napoletana. Balducci sarebbe rimasto un membro della famiglia Capece Minutolo per il resto della sua vita.
Stabilitosi a Napoli, Balducci riprende gli studi musicali, questa volta con il compositore Niccolò Zingarelli al Collegio San Sebastiano. Debuttò come compositore d'opera con Il sospetto funesto, un'opera semiseria che fu prodotta al Teatro del Fondo nel marzo 1820. Il critico del Giornale del Regno delle Due Sicilie criticò il libretto banale basato su un'opera teatrale che stava circolando in tutta Italia, ma riservò lodi alla musica di Balducci. Seguirono altre quattro opere, l'ultima delle quali, Tazia, fu rappresentata al Teatro San Carlo nel 1826 con Caroline Ungher nel ruolo della protagonista. Secondo il biografo di Balducci Jeremy Commons, lo spettacolo fu "sabotato da un'orchestra disamorata per ragioni sconosciute" e Balducci sostanzialmente si ritirò dalla composizione per il teatro pubblico per i successivi dodici anni.
Alla morte di Raimondo Capece Minutolo nel 1827, la vedova Matilde (figlia dell'ex viceré del Messico Bernardo de Galvez) nominò Balducci protettore o tutore delle figlie Paolina, Adelaide e Clotilde. Dedicò molto del suo tempo ad aiutarla nell'amministrazione delle finanze della famiglia e nell'istruzione delle tre sorelle. Tra il 1827 e il 1839 Balducci compose cinque "opere da salotto" (precursori della moderna opera da camera) che furono eseguite da Paolina, Adelaide e Clotilde e dai loro amici nella casa di famiglia. Inusualmente per le opere italiane dell'epoca, queste opere erano composte per sole voci femminili. Ad eccezione della sua penultima opera per la famiglia, Scherzo, l'accompagnamento musicale fu realizzato solo per due pianoforti.
Nel 1838 Balducci tornò per l'ultima volta al teatro pubblico con la sua opera Bianca Turenga rappresentata al Teatro San Carlo. Le arie dell'opera furono successivamente pubblicate a Milano da Ricordi. L'anno successivo Matilde Capece Minutolo muore improvvisamente in Spagna mentre si occupa delle sue proprietà locali. Dopo la sua morte le responsabilità di Balducci in casa aumentarono notevolmente e praticamente cessò di comporre. Morì a Málaga, in Spagna, nel 1845 mentre trattava per la famiglia Capece Minutolo.
Nel 1882 Clotilde Capece Minutolo, l'ultima sorella sopravvissuta, donò la vasta collezione di musica della sua famiglia al Conservatorio di San Pietro a Majella di Napoli. Include le partiture autografe di molte delle opere di Balducci, nonché il diario di Clotilde, che è la fonte di molte delle informazioni sui primi anni di vita di Balducci e sulle circostanze della sua fuga da Jesi. Sebbene le opere di Balducci siano state in gran parte dimenticate dopo la sua morte, tutte le sue opere da camera sono state riprese a partire dall'inizio degli anni '90. L'Opera Waikato in Nuova Zelanda ha messo in scena I gelosi (1993), Il noce di Benevento (1995) e Scherzo (1996). Scherzo andò di nuovo in scena nel 2014 durante il Festival dell'Opera da Camera di Jesi, la sua prima rappresentazione pubblica in Italia. Il Festival Rossini in Wildbad ha messo in scena I gelosi (2006), Boabdil, re di Granata (2007), Il noce di Benevento (2011) e Il conte di Marsico (2016).

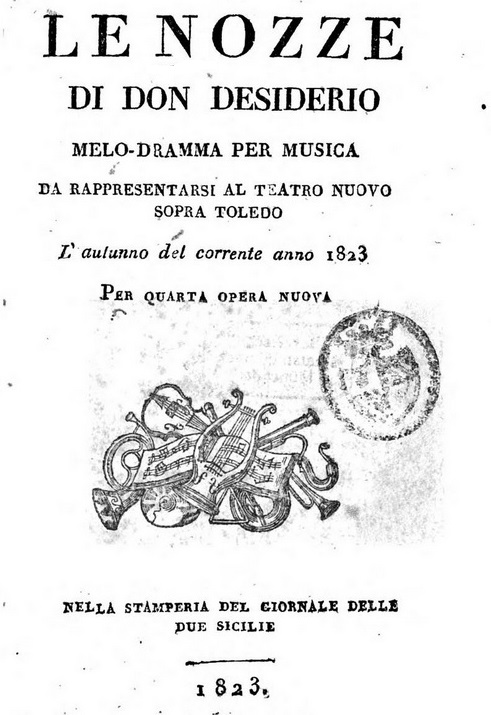
Libretto per l'opera Le nozze di Don Desiderio di Balducci del 1823

La partitura autografa di Balducci per Boabdil, re di Granata (pagina 1)

## Opere
Sebbene fosse conosciuto principalmente per le sue opere durante la sua vita, Balducci compose diversi brani di musica vocale religiosa tra cui due messe e un Salve regina. Compose anche varie canzoni e duetti; un oratorio, Adamo; una cantata a due voci, Andromaca e musica aggiuntiva per l'opera The Pirates di Stephen Storace quando fu ripresa con il titolo Isidore de Merida nel 1827.

### Opere pubbliche
Opere composte per spettacoli pubblici
- Il sospetto funesto, opera semiseria in due atti (librettisti Pietro Celestino Giannone e Andrea Leone Tottola), anteprima al Teatro del Fondo, Napoli, marzo 1820[13]
- L'amante virtuoso, dramma giocoso in due atti (libretto di Giovanni Schmidt), anteprima al Teatro del Fondo, Napoli, 1 aprile 1823
- Le nozze di Don Desiderio, melodramma per musica in due atti (librettista sconosciuto, elencato solo nel libretto a stampa come "Signor N. N."), anteprima al Teatro Nuovo, Napoli, 8 novembre 1823
- Riccardo l'intrepido,  melodramma per musica in due atti (libretto di Jacopo Ferretti), anteprima al Teatro Valle, Roma, 9 settembre 1824
- Tazia, dramma in un atto (libretto di Luigi Ricciuti), anteprima al Teatro San Carlo, Napoli, 15 gennaio 1826
- Bianca Turenga, melodramma in tre atti (libretto di Giovanni Emanuele Bidera), anteprima al Teatro San Carlo, Napoli, 11 agosto 1838

### Opere private
Opere da camera composte per la famiglia Capece Minutolo
Tutte queste opere da camera sono state scritte per voci femminili e due pianoforti suonati da quattro o sei mani. Tuttavia Scherzo, eseguito per celebrare l'onomastico di Matilde Capece Minutolo, ha anche un finale che si avvale di una piccola orchestra e coro maschile. La partitura de Il conte di Marsico, l'ultima e più ambiziosa di queste opere, fu pubblicata da Ricordi nel 1840.
- Boabdil, re di Granata, opera seria in due atti (librettista sconosciuto), anteprima a Napoli, marzo 1827[13]
- I gelosi, commedia per musica in due atti (libretto di Giulio Tarantino), anteprima a Napoli, aprile 1834
- Il noce di Benevento,  opera buffa in due atti (librettista sconosciuto), anteprima a Napoli, inverno 1836
- Scherzo, opera comica in un atto (libretto di Giuseppe Campagna), anteprima a Napoli, 14 marzo 1837
- Il conte di Marsico, melodramma in un prologo e due atti (libretto di Anacleto Balducci e Vincenzo Salvagnoli), anteprima a Napoli, 26 febbraio 1839

## Incisioni
Introducing Giuseppe Balducci, un campionario del lavoro di Balducci, che include estratti dalle sue opere da camera Scherzo, I gelosi e Il Conte di Marsico, è stata pubblicata in LP nel 1986 dalla New Zealand Opera Society e ristampato in CD nel 2000. Un estratto dall'opera di Balducci Tazia appare in CD Cent'anni di opera italiana 1820-1830, pubblicato da Opera Rara nel 1994.

## Osservazioni
1. ↑  Nel XIX secolo un tutore maschio era consuetudine in Italia per tutti i minori i cui padri erano morti, sebbene la madre normalmente avesse il diritto di scegliere il tutore se non fosse stato specificato nel testamento del padre.[6]
2. ↑  Matilde de Gálvez Capece Minutolo era un membro di una nobile famiglia spagnola che aveva possedimenti in Andalusia e nel Nuovo Mondo. Suo padre, Bernardo de Gálvez, era stato il viceré del Messico dal 1785 al 1786.[7]